# Джакарта

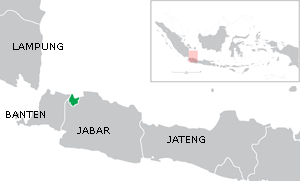
Районы местного управления Индонезии

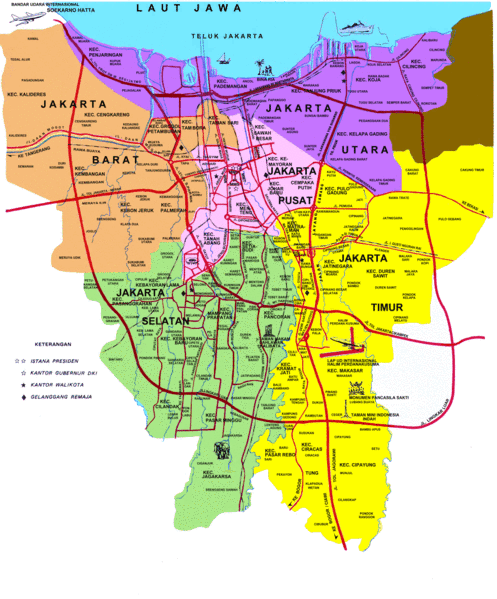
Районы местного управления Джакарты

Джака́рта (индон. и яв. Jakarta, бетави Jakarté; до 1527 года — Су́нда Кела́па (сунд. ᮞᮥᮔ᮪ᮓ ᮊᮜᮕ, Sunda Kalapa), до 1619 года — Джаяка́рта (яв. Jayakarta), до 1942 года и в январе-ноябре 1946 года — Бата́вия (нидерл. Batavia) — столица и крупнейший город Индонезии. В административном плане выделена в особый столичный округ, по статусу равный провинции.
Расположена на северо-западе побережья острова Ява при впадении реки Чиливунг в Яванское море. Площадь города — 664 км² (включая группу островов Серибу). Население — 10 562 088 человек (2020, перепись). Плотность населения — 14 469,56 человек на км². Религиозный состав: 85,5 % — мусульмане, 5,2 % — протестанты, 4,8 % — католики, 3,5 % — буддисты, 1 % — индуисты.
В 2021 году начато строительство новой столицы Индонезии — Нусантары. Осуществляется поэтапный перевод центральных органов государственной власти на новое место, по состоянию на середину 2024 году сроки его завершения не определены.

## Этимология
На месте современного города до XVI века было небольшое приморское селение Сунда Келапа (сунд. ᮞᮥᮔ᮪ᮓ ᮊᮨᮜᮕ), то есть Келапа (от индон. kelàjjl «кокосовая пальма») в исторической области Сунда. В 1527 году правитель соседнего княжества захватил это селение и назвал его Джаякерта от индонезийских слов jaya — «победа, слава», kerta — «благополучие», то есть «город благополучной победы». В XVII веке на месте этого селения построена голландская крепость Батавия, по древнеримскому названию Голландии — «Батавия» (от этнонима батавы). В 1942 году город переименован в Джакарту, это название рассматривается как упрощённый корневой вариант прежнего названия с тем же значением.

## География

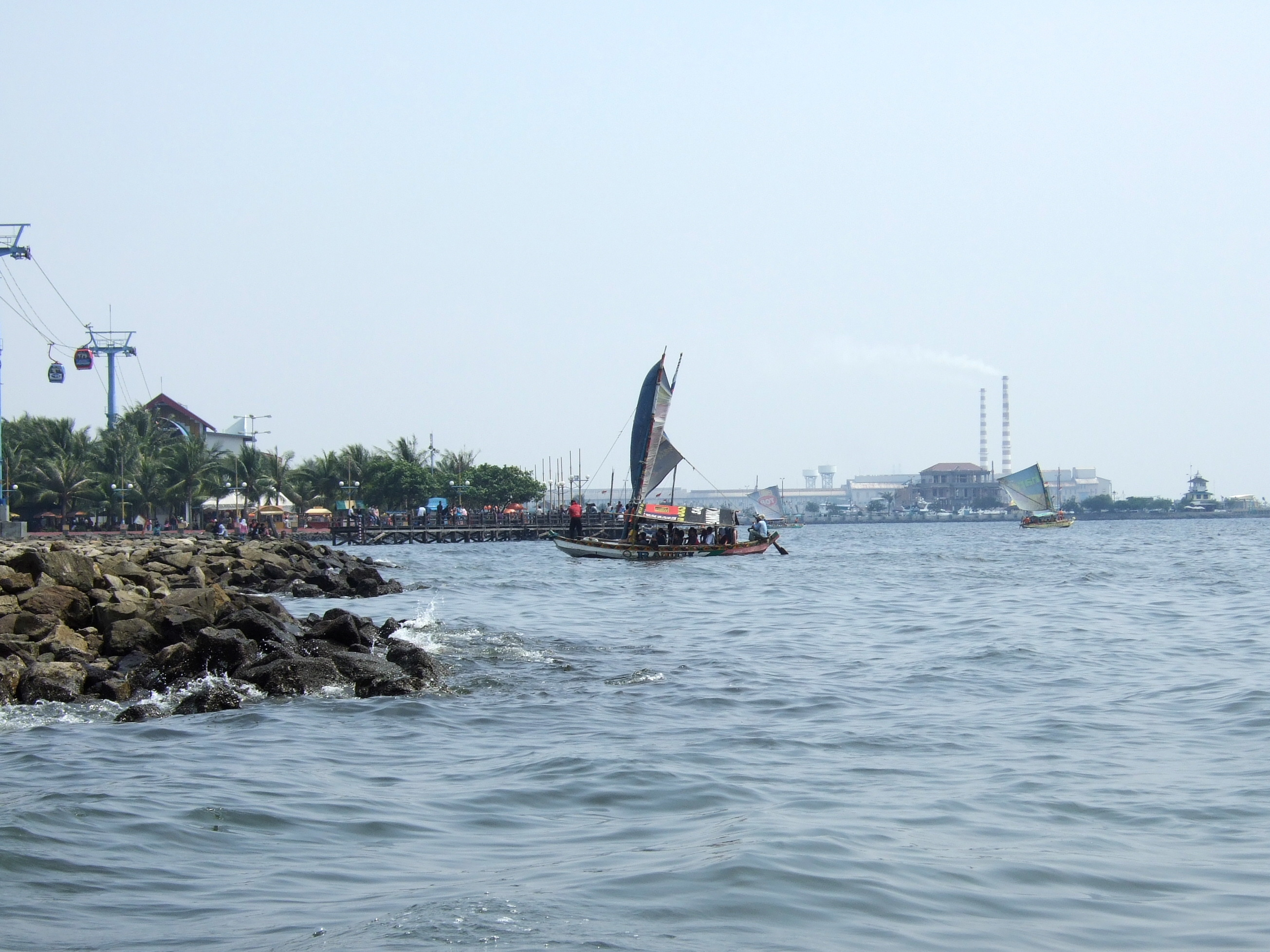
Парусная шлюпка в заливе Джакарты

Джакарта расположена на северо-западном побережье острова Ява, у залива Джакарты Яванского моря. В северной части территория Джакарты — равнина в среднем на 8 м выше уровня моря. По данным национальных СМИ, свыше половины территории столицы лежит ниже уровня моря, в связи с чем в сезон дождей многие районы Джакарты оказываются затопленными: мощные насосы, откачивающие воду, не справляются со своей работой. Из-за активного потребления грунтовых вод проседание почвы идёт со скоростью до 10 см в год, и этот процесс ускоряется. В южных частях территория города холмистая. 
Через Джакарту протекает около 13 рек, большинство из них течёт через холмистые южные части города и впадает на севере в Яванское море. Наиболее значимая река — Чиливунг, которая делит город на западную и восточную части. Также через столицу текут Песангграхан (Pesanggrahan), Сунтер (Sunter), Маланг, Ангке, Чиденг и др. реки.
В Джакарте часты наводнения, вызванные подъёмом рек в сезон дождей и высокими приливами на море. Другими факторами является засорение канализационных труб и водных путей, обслуживающих растущее население, вырубка леса, быстрые темпы урбанизации местностей Богор и Депок в окрестностях Джакарты. Кроме того, Джакарта является городской местностью со сложными социально-экономическими проблемами, которые косвенно способствуют усилению наводнений. Крупные наводнения произошли в 1996 году, когда были затоплены 5 000 гектаров земли и в 2007 годах. Убытки от повреждения инфраструктуры составляли, по крайней мере, 5 200 млрд рупий (572 млн долларов США), не менее 85 человек погибли и около 350 тысяч человек были вынуждены покинуть свои дома. Около 70 % от общей площади Джакарты были затоплены водой, в некоторых районах города вода поднялась до 4 м .
В мае 2011 года Джакартское агентство по управлению окружающей средой (англ. Jakarta Environmental Management Agency) классифицировало все загрязнённые реки в Джакарте; 71 % из них были сильно загрязнены, 20 % были частично загрязнены и 9 % были легко загрязнены.
Восточный противопаводковый канал в восточной части Джакарты был национальным проектом, который начался в 2003 г. и на конец 2009 года достиг Яванского моря и завершение которого планировалось на 2011 год. После завершения его длина составит 23,5 километра, и связывает он пять рек: Чипинанг (Cipinang), Сунтер (Sunter), Буаран (Buaran), Джати Крамат (Jati Kramat) и Чакунг (Cakung). Он снизит силу наводнений, а также один из его участков длиной 2 км должен служить как место для гребного спорта. Для ослабления наводнений, в Джакарте построят подземный канал от реки Чиливунг (Ciliwung) до реки Чипинанг, который далее выходит в Восточный противопаводковый канал. Это снизит наводнения в районах Чаванг (Cawang), Кампунг Мелаю (Kampung Melayu), Букит-Дури (Bukit Duri) и Кебун Бару (Kebun Baru). Длина его составит один километр, и строительство планируется завершить в 2016 году.
Кроме наводнений из рек, Джакарта также погружается на примерно от 5 до 10 сантиметров в год и до 20 сантиметров в материковой части северной Джакарты. Для решения этого вопроса, Нидерланды предоставят $ 4 млн на техническую документацию по созданию плотины вокруг залива Джакарты. Кольцо дамбы будет обеспечено системой откачки и удержания воды, будет регулировать и контролировать морскую воду а также использоваться в качестве дополнительных платных дорог. Проект будет реализован до 2025 года.
Город граничит с провинцией Западная Ява на востоке и с провинцией Бантен на западе. Территория архипелага Тысячи островов, которые административно подчиняются Джакарте, находится в одноимённом заливе севернее от основной части города.

## Климат
Климат города субэкваториальный, жаркий, с чётко выраженным сухим сезоном с июня по август и сезоном дождей остальную часть года. Осадков выпадает 400 мм в январе и 70 мм в июне — июле. Влажность 73 %. Среднегодовое количество осадков — 2000 мм.
| Показатель                                      | Янв. | Фев. | Март | Апр. | Май  | Июнь | Июль | Авг. | Сен. | Окт. | Нояб. | Дек. | Год  |
| ----------------------------------------------- | ---- | ---- | ---- | ---- | ---- | ---- | ---- | ---- | ---- | ---- | ----- | ---- | ---- |
| Абсолютный максимум, °C                         | 36,0 | 34,6 | 35,6 | 35,2 | 35,6 | 37,4 | 36,2 | 35,0 | 36,4 | 36,8 | 37,0  | 35,4 | 37,4 |
| Средний суточный максимум, °C                   | 29,4 | 29,6 | 30,6 | 31,3 | 31,7 | 31,2 | 31,2 | 31,4 | 31,5 | 31,5 | 31,3  | 30,5 | 30,9 |
| Средняя температура, °C                         | 27,2 | 27,2 | 27,9 | 28,5 | 28,9 | 28,6 | 28,3 | 28,5 | 28,7 | 28,6 | 28,2  | 27,7 | 28,2 |
| Средний суточный минимум, °C                    | 25,1 | 25,1 | 25,6 | 25,9 | 26,4 | 26,1 | 25,7 | 26,2 | 26,1 | 26,1 | 25,9  | 25,8 | 25,8 |
| Абсолютный минимум, °C                          | 20,2 | 20,3 | 21,0 | 20,7 | 20,1 | 19,4 | 20,0 | 20,8 | 20,2 | 19,0 | 19,0  | 22,0 | 19,0 |
| Норма осадков, мм                               | 283  | 231  | 160  | 119  | 105  | 62   | 44   | 47   | 49   | 87   | 111   | 161  | 1459 |
| Температура воды, °C                            | 29   | 29   | 29   | 29   | 29   | 29   | 28   | 28   | 28   | 29   | 28    | 28   | 29   |
| Источник: Погода и Климат, Туристический портал |      |      |      |      |      |      |      |      |      |      |       |      |      |

## История
Первое известное название поселения на месте расположения Джакарты — Сунда Келапа. Наиболее раннее упоминание этой территории, как столицы, относится к периоду существования индонезийского королевства Тарумы в IV веке нашей эры. В 397 году царь Пурнаварман основал Сунда Пура, как новую столицу государства, расположенного на северном побережье острова Ява. Пурнаварман поставил семь мемориальных камней с надписями, распростряняющими его правление на территорию, включающую современные территории провинций Бантен и Западной Явы. Надпись на Тугу считается наиболее старой из всех.

Батавия в XVII в., ныне — северная часть Джакарты (Нижний город), север — слева.

Официальной датой основания считается 22 июня 1527 года (отмечается как День города), когда войска султаната Демак под командованием Фатахилла одержали победу над португальским флотом и, захватив поселение Сунда-Келапа, где португальцы собирались создать форт, назвали его Джаякертой («город победы»).
В 1619 году Джаякерта была осаждена англичанами, а после их ухода — разрушена голландцами. Ян Питерсон Кун основал на этом месте форт Батавия, названный так в честь предков голландцев — батавов.
С 1621 года это название получил и выросший вокруг форта город, ставший центром Голландской Ост-Индии. То место, в районе причала порта, ныне представляет собой северную часть Джакарты, называемую Нижним городом. В 1808 году город начал расширяться на юг, и в районе нынешней центральной площади Медан Мердека выросла часть Батавии называемая Верхним городом. В конце XIX века в Нижнем городе размещались различные деловые учреждения, в Верхнем городе проживала большая часть европейцев, между этими двумя частями Батавии размещался китайский квартал. В Верхнем городе существовала также армянская церковь Батавской епархии.
Впервые Батавия была переименована в Джакарту японцами 8 декабря 1942 года, через десять месяцев после захвата ими Нидерландской Ост-Индии: апеллируя к национальному самосознанию индонезийцев, оккупационная администрация рассчитывала заручиться их поддержкой. После поражения Японии во Второй Мировой войне и провозглашения независимости Республики Индонезии правительство нового государства не принимало какого-либо формального решения на этот счёт, при этом название «Джакарта» было признано де-факто. После восстановления голландского контроля над западной частью Явы в январе 1946 года колониальное название города было официально восстановлено. Когда же в ноябре того же года по условиям Лингаджатского соглашения столица вернулась под контроль республиканских властей, какого-то официального решения по её названию опять не последовало. Только 30 декабря 1949 года переименование города в «Джакарту» было оформлено на законодательном уровне.
В 2019 году было официально объявлено о переносе столицы на остров Калимантан, где в этих целях было развернуто строительство нового города, получившего в 2022 году название Нусантара. Осуществляется поэтапный перевод центральных органов государственной власти на новое место, сроки его завершения пока не определены.

## Демография

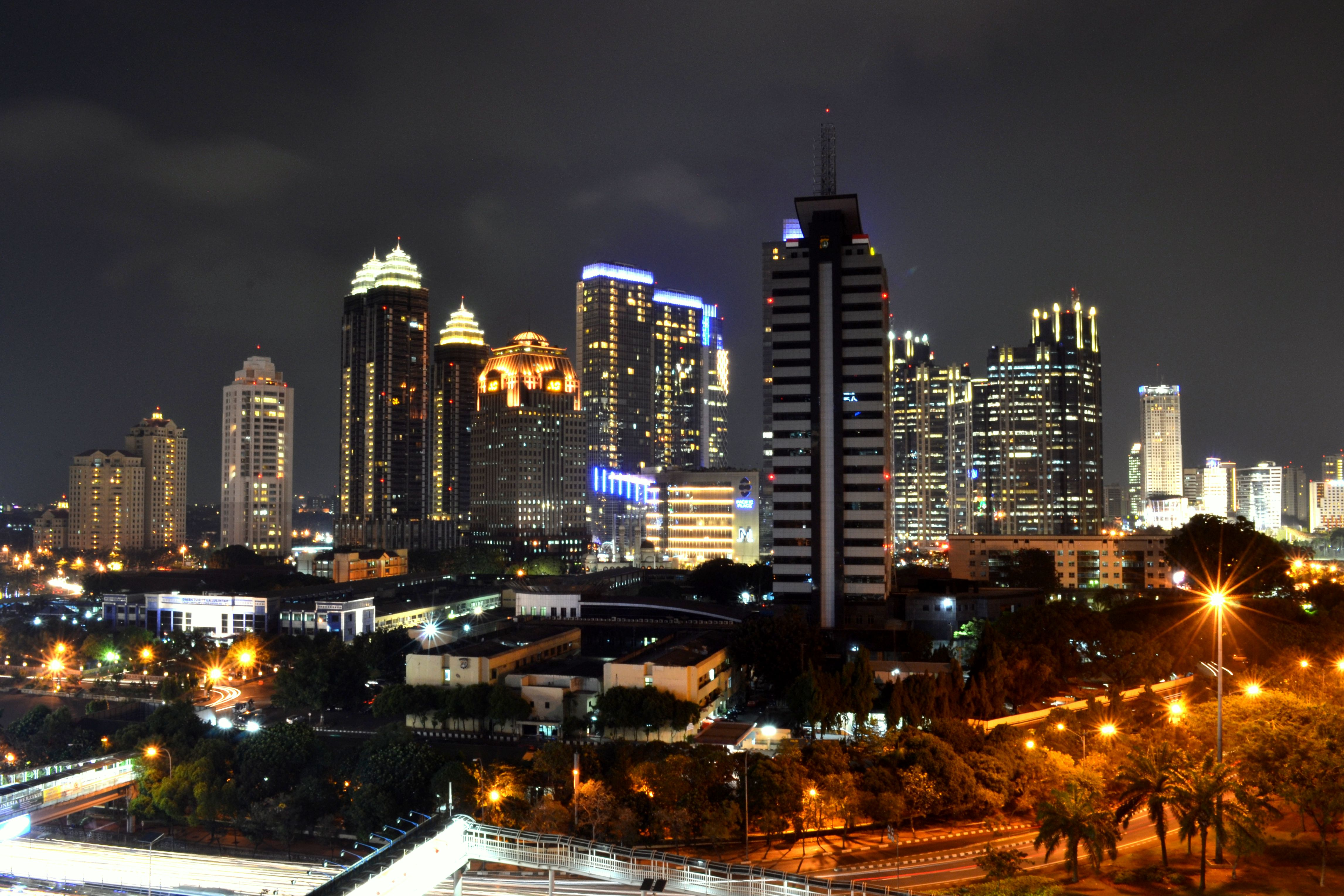
Ночная панорама Джакарты

Население Джакарты растёт очень быстро — с 1930 года оно увеличилось почти в 17 раз. К началу 1950-х годов население составляло 823 тысячи жителей, в 1961 году — 2,9 млн жителей, в 1971 году — 4,6 млн, в 1980 — 6,5 млн. В 1980-х гг. плотность населения в среднем составляла 8 тыс. жителей на 1 км², в р-не Сенен (Центральная Джакарта) — 50 тыс. жителей на 1 км², Танах-Абанг (Центральная Джакарта) — 25-30 тыс. жителей на 1 км², р-нах Гамбир (Центральная Джакарта) и Гроголь (Западная Джакарта) — 10-15 тыс. жителей на 1 км².
| Год  | Население (млн человек) |
| ---- | ----------------------- |
| 1930 | 0,533                   |
| 1960 | 2,9                     |
| 1970 | 4,6                     |
| 1980 | 6,5                     |
| 2006 | 9                       |
| 2020 | 10,6                    |

Зона сплошной городской застройки, выходящая за пределы столичного округа Джакарта, включает в себя города Тангеранг, Тангеранг-Селатан, Богор,
Бекаси и Караванг. Площадь этой городской агломерации в 2019 году оценивалась в размере 3367 км², а население в 2019 году оценивалось в размере 34 365 тыс. жителей, что выводило данную агломерацию на второе место в мире после Токийской.

## Административное деление

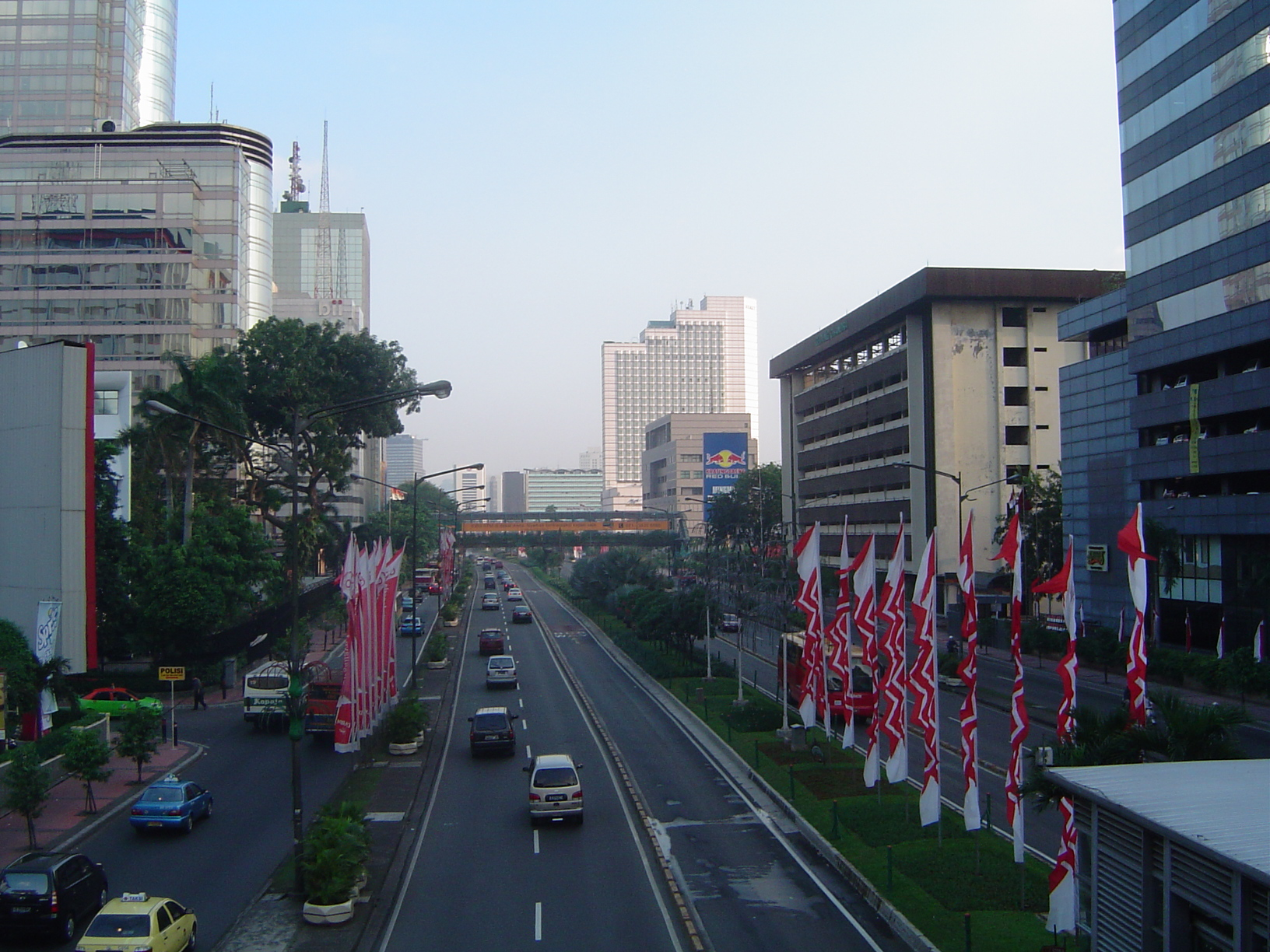
Центр города

Джакарта выделена в Особый столичный округ, который по статусу приравнивается к провинции, и как и провинции, возглавляется губернатором. Особый столичный округ делится на пять городских муниципалитетов (индон. kota), каждый из которых возглавляет мэр (индон. walikota) и один административный округ (индон. kabupaten adminisrasi), управляемый регентом (индон. bupati).
В августе 2007 года, в Джакарте провели первые в её истории выборы губернатора, тогда как ранее губернаторы города назначались местной палатой представителей. Выборы являются частью общегосударственной кампании по децентрализации, что позволяет проводить прямые местные выборы в ряде регионов.
Список городских муниципалитетов Джакарты (2009):
- Центральная Джакарта (Jakarta Pusat) — это самый маленький муниципалитет Джакарты, где располагаются большинство административно-политических учреждений Джакарты. Он характеризуется большими парками и голландскими колониальными зданиями. Достопримечательности включают Национальный монумент (Монас), мечеть Истикляль, собор Джакарты и различные музеи[31]
- Восточная Джакарта (Jakarta Timur) характеризуется различными отраслями промышленности, построенными в этом районе. Также здесь есть районы болот и рисовых полей[32].
- Северная Джакарта (Jakarta Utara) является единственным муниципалитетом в Джакарте, который граничит с морем. Здесь располагается порт Танджунг-Приок, сосредоточены большие и средние предприятия. Северная Джакарта содержит часть Старого города Джакарты, который с 17-го века был известен как Батавия и был центром торговой деятельности ГОК в Голландской Ост-Индии. Кроме того, расположенная в Северной Джакарте Анколе Дримленд (Ancol Dreamland) (Тамань Impian Джая Ancol), в наше время является крупнейшей интегрированной туристической площадью в Юго-Восточной Азии[33].
- Южная Джакарта (Jakarta Selatan) первоначально планировалась как город-спутник, в наше время является местом расположения крупных высококлассных торговых центров и богатых жилых районов. Джакарта Селатан функционирует в качестве буфера грунтовых вод в Джакарте[34], но в последнее время зелёные зоны района находятся под угрозой новых строек. Большая часть делового района Джакарты сосредоточена в Сети-Буде (Setia Budi) в Южной Джакарте, на границе с районом Танах-Абанг Центральной Джакарты.
- Западная Джакарта (Jakarta Barat) имеет самую высокую концентрацию малых предприятий в Джакарте. Область включает Китайский квартал Джакарты и некоторые достопримечательности, включающие Китайский дом Ланггам (Langgam) и здание Токо Мэра (Toko Merah). Западная Джакарта содержит часть Старого города Джакарты[35].
- Округ Тысячи Островов (Kepulauan Seribu), ранее входивший в состав Северной Джакарты, представляет собой россыпь из 105 небольших островов, расположенных в Яванском море. Забота о его сохранении имеет особое значение из-за уникальной экосистемы. Морской туризм, в частности дайвинг, водные велосипеды и виндсёрфинг, является важнейшей туристической деятельностью на этой территории. Основным транспортом между этими островами являются скоростные лодки или небольшие паромы[36].

## Экономика
Крупнейший промышленный центр страны (свыше 27 тыс. предприятий, в том числе более 8 тыс. кустарных). Автосборочная, текстильная, швейная, обувная, электронная, пищевая, химическая, фармацевтическая, полиграфическая, стекольная, бумажная, деревообрабатывающая, судоремонтная судостроительная, металлообрабатывающая промышленность. Активно осваиваются новые промышленные зоны (Пуло-Гадунг, Анчол, Пуло-Мас, Чемпака-Путих, Гандариа, Плуит).
Доходы населения
В Джакарте установлена самая высокая минимальная заработная плата в Индонезии. С 1 января 2021 года минимальный размер оплаты труда в Джакарте составляет 4416186 рупий ($313,84) в месяц.

## Транспорт

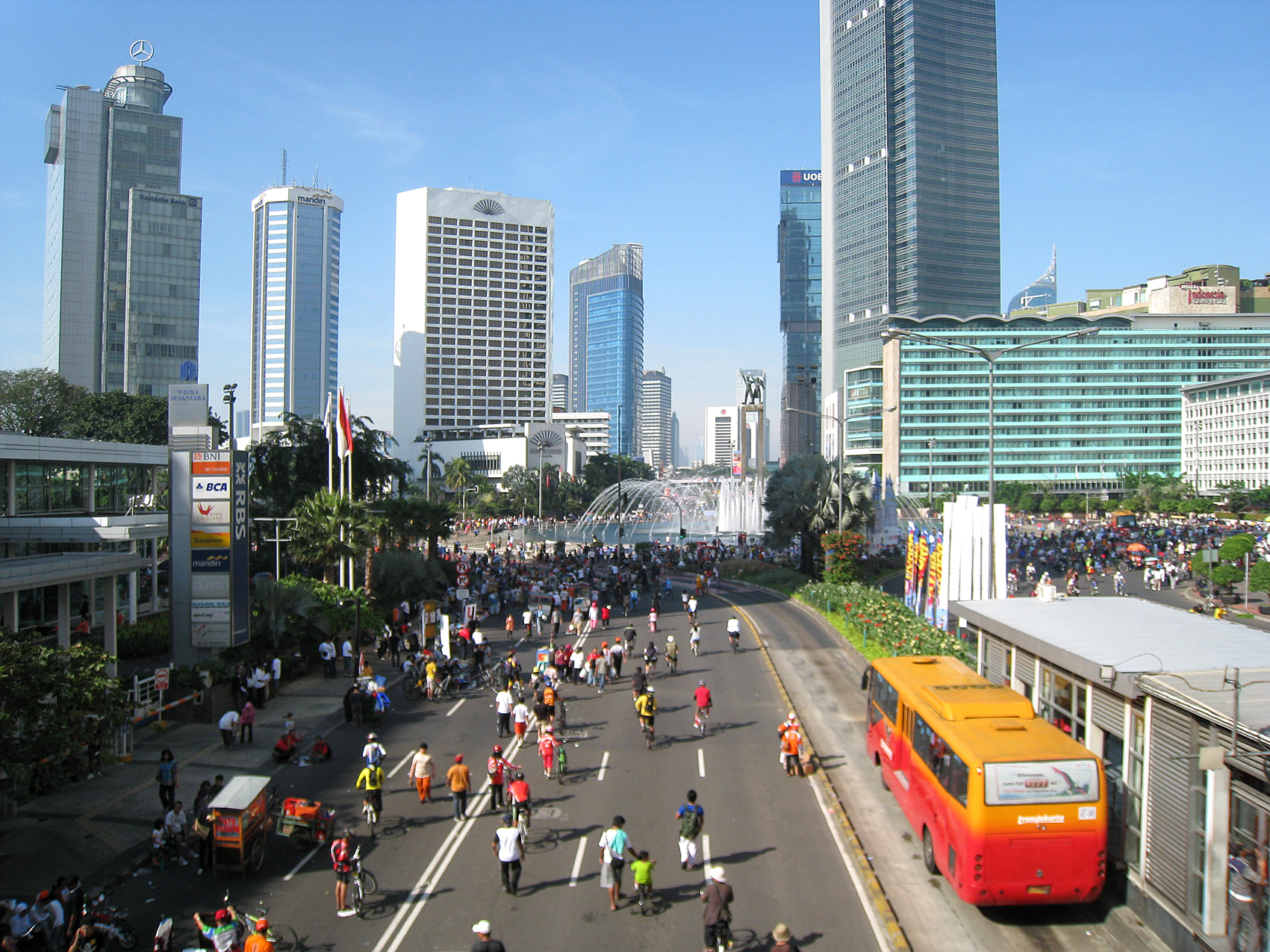
Улицы Джакарты во время ежегодного «дня без машин»

Важный узел шоссейных и железных дорог, воздушного и морского сообщения. Международный аэропорт Сукарно-Хатта в Ченкаренге. В 13 км к северу находится порт Танджунгприок (1877—1883) — основной контейнерный терминал страны. Вывоз чая, коры хинного дерева, кассавы, кофе, каучука, копры, пальмового масла и др.
Общественный транспорт представлен в основном автобусами. Из традиционных видов транспорта распространён баджадж. До запрета в начале 1970-х гг. были распространены велорикши-бечаки.
Город страдает от гигантских пробок и нуждается в метрополитене. После многочисленных отсрочек, вызванных недостатком средств, первые контракты на строительство 15 км линий были подписаны в 2013 году. В целом проект предусматривает строительство 170 км линий.
Первая очередь метрополитена Джакарты была открыта в 2019 году. На начало 2024 года он состоял из одной линии с 13 станциями. Сооружение второй линии планируется после 2030 года.

## Образование
В Джакарте расположены более ста академий и высших учебных заведений, в том числе 18 университетов, из которых Университет Индонезии является крупнейшим.
Стовия была первой средней школой в Джакарте, создана в 1851 году. Как в крупнейшем городе и столице, в Джакарте находится большое количество студентов из разных районов Индонезии, многие из которых проживают в общежитиях или в арендованных помещениях. Для базового образования, есть целый ряд начальных и средних школ, государственных, частных и международных. Две крупнейших международных школы, расположенные в Джакарте, это Международная школа Джакарты и Британская международная школа. Другие международные школы включают Международную корейскую школу Джакарты, Джакартскую Международную мультикультурную школу, Австралийскую Международную Школу, Новозеландскую Международную Школу, Международную школу Сингапура и христианскую школу Секола-пелитовые-Гарапан (Sekolah Pelita Harapan).

## Достопримечательности
- Национальный музей (1778)
- Исторический музей Джакарты (1707)
- Морской музей (1977)
- Музей Ваянг (1975)
- Музей провозглашения независимости (1992)
- Музей вооружённых сил «Ксатрия Мандала» (1972)
- Музей «Пурна Бхакти Пертиви» (подарок президенту, 1993)
- Музей текстиля (1978)
- Планетарий (1964)
- Зоопарк Рагунан (1864)
- Сафари (1990)
- Музей Басуки Абдуллах
- Национальная галерея Индонезии (1999)
- Индонезийский музей (1975)
- Парк Прекрасная Индонезия в миниатюре (1975)
- Парк грёз в Анчоле (1966)
- Памятники голландской колониальной архитектуры (район «Кота»)
- Национальный монумент
- Дворец «Мердека» (1816) — официальная резиденция президента Индонезии
- Стадион «Сенаян» (1962, 100 тыс. мест, построен с помощью СССР)
- Телецентр
- Самая большая в Юго-Восточной Азии мечеть Истикляль
- Самый высокий небоскрёб в Индонезии — Wisma 46.

## Города-побратимы
- Берлин (нем. Berlin), Германия (1993)
- Пекин (кит. 北京), Китай (8 октября 1992)
- Будапешт, Венгрия
- Стамбул, Турция
- Джидда, Саудовская Аравия
- Лос-Анджелес, США
- Манчестер, Великобритания
- Манила, Филиппины
- Нави Мумбаи, Индия
- Новый Южный Уэльс (штат), Австралия
- Париж, Франция (город-партнёр)
- Роттердам, Нидерланды
- Киев, Украина
- Сеул, Южная Корея
- Токио, Япония
- Пхеньян, Северная Корея